# زنانه‌شدن فقر

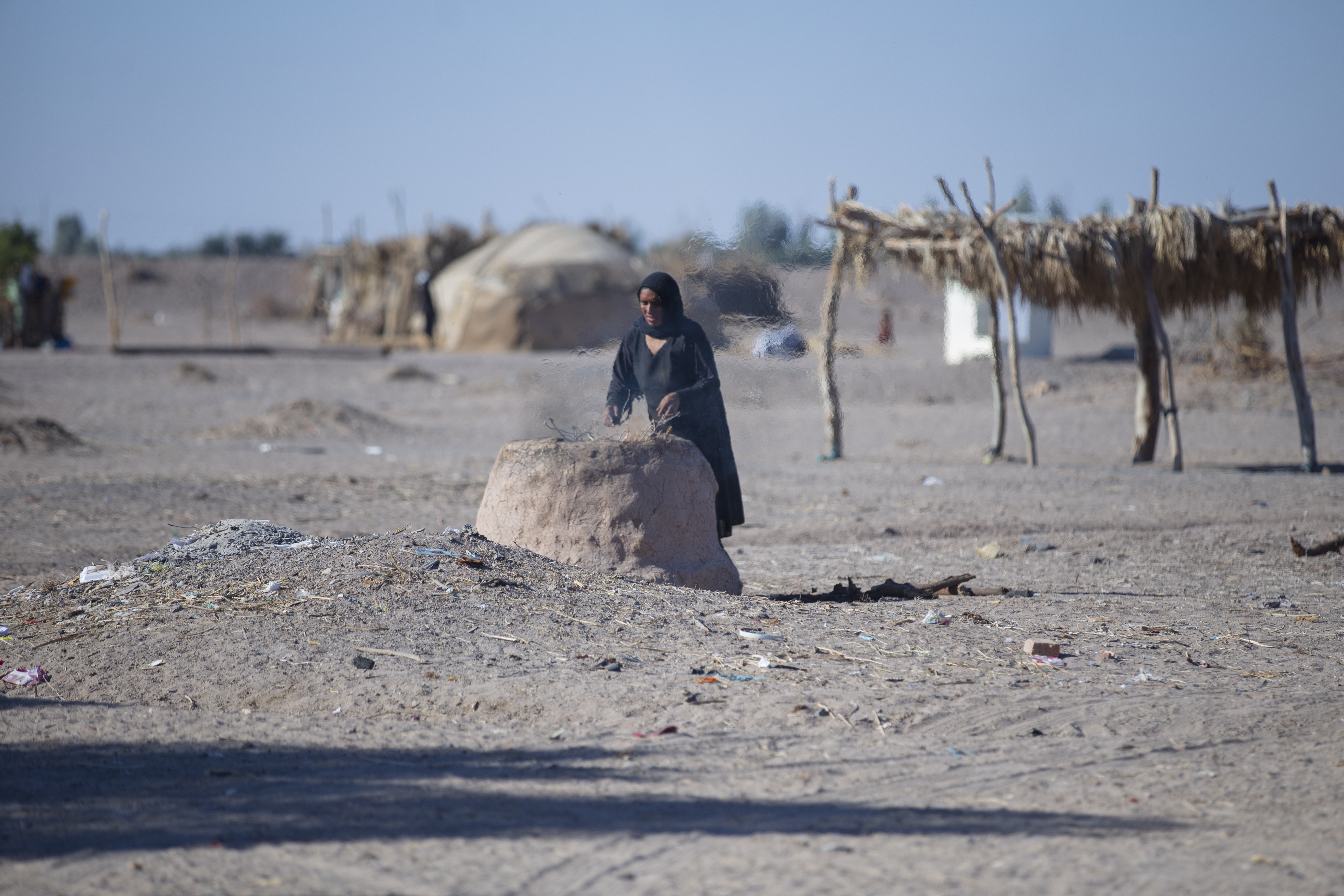
زندگی سخت زنان بلوچستان در ایران

زنانه‌شدن فقر یا زنانگی فقر (به انگلیسی: Feminisation of poverty) به وضعیت افزایش روزافزون فقر در میان زنان کشورهای جهان سوم، و زنان اقلیت و محروم در اروپا و آمریکا می‌پردازد. همچنین به افزایش نابرابری بین سطح زندگی زن و مرد به دلیل شکاف جنسیتی، در فقر اشاره دارد. این پدیده عمدتاً با چگونگی نمایش نامتناسب زنان با وضعیت اجتماعی-اقتصادی پایین در مقایسه با مردان با همان وضعیت اجتماعی-اقتصادی پیوند دارد.
این اصطلاح را نخستین بار دایانا پیرس، جامعه‌شناس آمریکایی به کار برد. پژوهشگران بعدی استدلال کردند که ادغام جهان سوم در اقتصاد جهانی منجر به زنانه‌تر شدن فقر در این کشورها شده است و همچنین موجب افزایش محرومیت‌های زنان شده است، مثلاً کاهش درآمد، دسترسی کمتر به امکاناتی همچون زمین، و کاهش اختیارات قانونی زنان جهان سوم آنان را فقیرتر و به مردان وابسته‌تر ساخته است. تبعیض علیه زنان در فرصت‌های آموزشی و فرصت‌های شغلی و افزایش کارهای کشاورزی در این کشورها بر روند زنانه کردن فقر تأثیرگذار بوده است.
علل زنانه شدن فقر می‌تواند شامل ساختار خانواده و اشتغال، خشونت جنسی و کمبود تحصیلات و بهداشت باشد. کلیشه‌های سنتی و جنسیتی دربارهٔ زنان در فرهنگ‌ها وجود دارد که موجب می‌شود فرصت‌های درآمدزایی و مشارکت در جامعه برای زنان محدود شود. زنانه شدن فقر می‌تواند تمامی ساختارهای فرهنگی و اجتماعی را به صورت جدی تهدید کند.
این اصطلاح از پایان سدهٔ بیستم در ایالات متحده آمریکا مطرح شده است و به عنوان یک پدیده بین‌المللی مورد مناقشه است. برخی محققان این موضوع‌ها را در برخی کشورهای آسیا آفریقا و برخی مناطقی از اروپا برجسته توصیف می‌کنند. زنان در این کشورها به‌طور معمول از درآمد، فرصت‌های شغلی و کمک‌های جسمی و عاطفی محروم هستند که این جریان، آن‌ها را در بالاترین خطر فقر قرار می‌دهد.
این پدیده در بین گروه‌های مذهبی متفاوت است و بستگی به تمرکز دینشان بر نقش‌های جنسیتی و همچنین میزان دقت در پیروی از متون مذهبی مربوطه دارد.
زنانه شدن فقر عمدتاً با استفاده از سه شاخص بین‌المللی اندازه‌گیری می‌شود که شامل شاخص توسعه مربوط به جنسیت، اندازه‌گیری توانمندی جنسیتی و شاخص فقر انسانی است. این شاخص‌ها به موضوعاتی غیر از مسائل پولی یا مالی توجه دارند. در واقع بر نابرابری‌های جنسیتی و سطح زندگی تمرکز دارند و تفاوت بین فقر انسانی و فقر درآمد را برجسته می‌کنند.
همچنین مفهومی نسبی است که بر اساس مقایسهٔ بین زنان و مردان می‌باشد. برای مثال زنانه شدن فقر در صورتی اتفاق می‌افتد که فقر در جامعه ای به‌طور مشخص در مردان کاهش یابد ولی در زنان فقط مقداری کاهش یابد.

## در تاریخ
مفهوم «زنانه شدن فقر» به دههٔ ۱۹۷۰ برمیگردد و در دههٔ ۱۹۹۰ از طریق برخی اسناد سازمان ملل متحد محبوب شد. این موضوع پس از انتشار مطالعه ای با تمرکز بر نقش الگوهای جنسیتی در تکامل نرخ فقر در ایالات متحده، در جامعهٔ مردمی مورد توجه قرار گرفت.

## تعریف
زنانه شدن فقر ایده ای مناقشه برانگیز است که دارای بسیاری معانی و لایه‌ها می‌باشد. Medeiros M, Costa J (2008) خاطر نشان می‌کند که زنانه شدن فقر با افزایش شکاف در کیفیت زندگی بین زن و مرد ارتباط دارد. همچنین او به شکاف بین نقش‌های زن و مرد خانه اشاره دارد. Medeiros M, Costa J (2008) همچنین نقش برجسته ای که تبعیض جنسیتی در تعیین فقر دارد را شرح می‌دهد. برای مثال افزایش تبعیض اقتصادی و مزدی بین زن و مرد، فقر را در بین زنان و مردان در همه خانواده‌ها تشدید کند. تبعیض جنسیتی را می‌توان به عنوان زنانه شدن فقر درک کرد زیرا نشان دهندهٔ رابطهٔ تعصبات علیه زنان و افزایش فقر است. در موارد متعدد، تغییراتی در علل فقر یکی از انواع زنانگی فقر را منجر می‌شود یعنی تغییر در سطح فقر زنان و زنان سرپرست خانوار.
این مفهوم همچنین برای نشان دادن تأثیر بسیاری از عوامل اجتماعی و اقتصادی تأثیر گذار در فقر زنان از جمله عدم توازن درآمدی بین زنان و مردان است.
این اصطلاح در ایالات متحده آمریکا نشأت گرفته و برجستگی ان به عنوان پدیدهٔ بین‌المللی مورد مناقشه قرار گرفته است. نسبت زنان سرپرست خانوار که درآمد آن‌ها زیر خط فقر است به عنوان معیار فقر زنان پذیرفته شده است. در بسیاری از کشورها، بررسی‌های هزینه‌ها و مصارف خانگی نشانگر بروز بالای زنان سرپرست خانوار در میان فقیران است، که درآمدشان به زیر خط فقر می‌رسد.
بر اساس مقاله ای از شارون بسل در سال ۲۰۱۰ دو فرض وجود دارد که زیر بنای معیارهای مبتنی بر درآمد است.
اول، این فرض، گرایش برای برابر کردن درآمد با توانایی کنترل درآمد را بیان می‌کند. در حالی که زنان ممکن است بر درآمد کسب شده کنترل داشته باشند، اما محدودیت‌های حاکمیت مالی زنان فقیر به خوبی نمایان است. معیارهای مبتنی بر درآمد ممکن است میزان و ماهیت فقر را، هنگامی که یک زن درآمد کسب می‌کند را پنهان کند اما هیچ کنترلی بر این درآمد ندارند. در حالی که این سؤال که چه کسی درآمد را کنترل می‌کند یک موضوع حساس برای زنان است، به موقعیت و رفاه مردان نیز مربوط می‌شود. جوامعی که وظیفهٔ سنگین اشتراکی و خویشاوندی یا قبیله ای را بر عهدهٔ افراد می‌گذراند، ممکن است به این نتیجه برسند که زنان و مردان کنترل محدودی بر درآمد خود داشته باشند.
دوم، این فرض وجود دارد که درآمد دسترسی و منافع برابر ایجاد می‌کند. دستیابی به آموزش این موضوع را نشان می‌دهد. در حالی که کمبود منابع مالی ممکن است منجر به ثبت نام کم یا ترک تحصیل در میان کودکان فقیر شود، ارزش‌های اجتماعی پیرامون نقش زنان و اهمیت تحصیلات آنان در نشان دادن تفاوت میزان ثبت نام زنان و مردان معنادار تر است.

## علت‌ها
عواملی که زنان را در خطر زیاد فقر قرار می‌دهد شامل تغییر ساختار خانواده، عدم توازن درآمدی بین زنان و مردان، حضور زیاد زنان در مشاغل کم درآمد، عدم حمایت خانواده و وجود چالش‌هایی که مانع دسترسی زنان به منافع عمومی می‌شود. زنانه شدن فقر مشکلی است که در جنوب آسیا شدیدتر دیده می‌شود. همچنین می‌تواند در طبقه‌های اجتماعی مختلف، متفاوت دیده شود. اگرچه درآمد پایین دلیل اصلی آن است اما جنبه‌های بسیاری مرتبط با این مسئله وجود دارد. معمولاً مادران مجرد در معرض بیشترین خطر برای فقر شدید هستند، زیرا درآمد آن‌ها برای نگهداری از فرزند کافی نیست. تصویر زن سنتی و نقش‌های سنتی هنوز بر فرهنگ جهان امروزی تأثیر می‌گذارد و هنوز کاملاً نپذیرفته‌اند که زنان بخشی حیاتی برای اقتصاد هستند. به علاوه فقر درآمدی امکان تحصیلات و تغذیه خوب برای فرزندان را کاهش می‌دهد. درآمد کم زنان نتیجهٔ تعصب اجتماعی است که زنان هنگام تلاش برای به دست آوردن شغل رسمی با آن روبرو هستند، که این چرخهٔ فقر را عمیق‌تر می‌کند. فراتر از درآمد، فقر در ابعاد دیگری هم آشکار می‌شود برای مثال فقر زمان و محدودیت در توانایی. فقر چند بعدی است و به همین دلیل تمام عوامل اقتصادی، جمعیتی و فرهنگی-اجتماعی با یکدیگر همپوشانی دارند و به ایجاد فقر کمک می‌کنند. این پدیده دارای مظاهر و دلایل ریشه ای متعدد می‌باشد.

### خانوارهای مادران مجرد
خانوارهای مادران مجرد، در پرداختن به زنانه شدن فقر از اهمیت زیادی برخوردار هستند و به عنوان خانواده‌هایی معرفی می‌شوند که در آنان زن سرپرست می‌باشد. خانوارهای مادران مجرد به دلیل کمبود درآمد و منابع، در بالاترین خطر فقر برای زن هستند.در جهان به‌طور مداوم به تعداد خانوارهای مادران مجرد اضافه می‌شود نتیجهٔ آن می‌تواند افزایش درصد زنان در فقر باشد. معمولاً مادران مجرد فقیرترین افراد در جامعه هستند و فرزندان آن‌ها در مقایسه با همسالان خود از یک سری امکانات محروم هستند. عوامل مختلفی را می‌توان برای افزایش تعداد زنان سرپرست خانوار در نظر گرفت. درحالی که هرگز ازدواج نکردن سرپرست‌های خانوار آنان را در خطر اقتصادی قرار می‌دهد، تغییر در ساختار خانواده، به خصوص طلاق، علت اصلی فقر در زنان سرپرست خانوار است. وقتی مردان کارگر مهاجر می‌شوند زنان به عنوان سرپرست در خانه‌هایشان باقی می‌مانند. آن دسته از زنانی که تحصیلات عالی دارند معمولاً شغل مناسبی پیدا نمی‌کنند. آن‌ها با مشاغلی روبرو هستند که پایداری مالی و مزایایی ندارند. عوامل دیگری مثل بیماری و مرگ همسر منجر بگه افزایش خانوارهای مادران مجرد در کشورهای در حال توسعه می‌شود.
زنان سرپرست خانوار بیشتر مستعد فقر هستند زیر درآمدزایی کمتری برای حمایت از خانواده دارند. بر اساس مطالعه موردی در زیمبابوه، درآمد زنان سرپرستی که همسرانشان فوت کرده تقریباً نصف مردان سرپرست خانوار است و در عمل زنان سرپرست خانوار تقریباً سه چهارم مردان سرپرست خانوار درآمد دارند. به علاوه زنان سرپرست خانوار دسترسی محدودی به منابع حیاتی دارند، که این موضوع وضعیت آنان را در فقر بدتر می‌کند. آن‌ها به فرصت‌هایی برای دستیابی به زندگی استاندارد با نیازهای اساسی مثل بهداشت و سلامت ندارند. خانوارهای مادر مجرد به دلیل نابرابری جنسیتی زنان در معرض فقر هستند و در مقایسه با مردان فاقد نیازهای اساسی زندگی می‌باشند.
فرزند پروری در فقر شرایطی را به وجود می‌آورد که منجر به بی‌ثباتی عاطفی برای کودک و رابطه اش با مادر مجرد شود.
عوامل زیادی در فقیر شدن نقش دارند. بعضی عوامل در زندگی مادران مجرد رایج تر هستند. وقتی ویژگی‌های جمعیت شناختی مادران مجرد بررسی می‌شود بعضی عوامل در نرخ بالاتری نشان داده می‌شوند. وضعیت تأهل (مطلقه یا بیوه)، تحصیلات و نژاد ارتباط شدیدی با سطح فقر مادران مجرد دارد. خصوصاً اینکه تعداد بسیار کمی از مادران در خط فقر که مجبور هستند برای تأمین هزینه‌های زندگی کار کنند، مدرک دانشگاهی دارند. این ویژگی‌های جمعیت شناختی نه تنها بر فرزندپروری تأثیر می‌گذارد، بلکه براساس مشاهدات دکتر بلوم، منجر به بی‌ثباتی عاطفی هم می‌شود. مادران به عنوان «مراقبان» و «پرورش دهنده» خانواده شناخته می‌شوند. برخی موارد کلیشه ای که از مادران انتظاراتی دارند، تأمین هزینه‌های خانوار را برای مادرانی که تأمین کنندهٔ اصلی یک خانوار کم درآمد هستند، دشوارتر می‌کند. مثال‌های دکتر بلوم دربارهٔ کلیشه‌های کار مادران شامل آوردن خوراکی در مدرسه هنگام تولد یا رفتن به کنفرانس معلمان مدرسه است. یک محقق به نام دنیس زابکیوچ (Denise Zabkiewicz) مادران مجرد را در فقر بررسی کرد و میزان افسردگی را با گذشت زمان اندازه‌گیری کرد. از آنجا که مطالعات در سال ۲۰۱۰ این ایده را به وجود آورد که کار کردن موجب سلامت روان می‌شود، زابکیوچ تحقیقاتی تحت عنوان «آیا کار کردن از نظر روانی برای سلامت مادران مجرد در خط فقر مفید است» انجام دهد و نتایج این تحقیقات، نتایج مطالعات قبلی را تأیید کرد. میزان افسردگی مادران درصورت داشتن شغل ثابت و طولانی مدت به‌طور قابل توجهی پایین‌تر بود.

### اشتغال
فرصت‌های شغلی برای زنان در سراسر جهان محدود است. توانایی کنترل مادی بر محیط اطراف با دستیابی برابر به کارهایی که انسان سازی می‌کنند و رابطهٔ معنادار با دیگر کارکنان، یک توانایی اساسی می‌باید. تأثیرات اشتغال فرا تر از استقلال مالی است. اشتغال منجر به ایجاد امنیت بالاتر و تجربهٔ زندگی واقعی می‌شود که این موضوع باعت افزایش توجه در محیط خانواده می‌شود. اگرچه رشد عمده ای در اشتغال زنان به وجود آمده اما همچنان کیفیت مشاغل به شدت نابرابر هستند.
استخدام دو نوع دارد: استخدام رسمی و غیررسمی. استخدام رسمی توسط دولت تنظیم می‌شود و کارگران آن با دستمزد و حقوق مشخصی بیمه می‌شوند. استخدام غیررسمی در شرکت‌های کوچک و ثبت نشده انجام می‌شوند. این به‌طور کلی منبع بزرگی برای اشتغال زنان است. بار کارهای غیررسمی متوجه زنانی است که طولانی‌تر و سخت‌تر از مردان کار می‌کنند. این بر توانایی زنان در نگه داری مشاغل دیگر و تغییر موقعیت و ساعاتی که می‌توانند کار کنند و تصمیم آنها برای ترک کار تأثیر می‌گذارد. با این حال، زنانی که دارای مدرک دانشگاهی یا سایر آموزش عالی هستند، حتی با مسئولیت‌های مراقبتی تمایل دارند در مشاغل خود باقی بمانند که نشان می‌دهد که سرمایه‌های انسانی حاصل از این تجربه باعث می‌شود زنان هنگام از دست دادن شغل خود ارزش فرصت‌های شغلی را احساس می‌کنند. داشتن فرزند نیز از نظر تاریخی در انتخاب زنان برای شاغل ماندن تأثیر داشته است. در حالی که این «تأثیر فرزندان» از دهه ۱۹۷۰ به‌طور قابل توجهی کاهش یافته است، اشتغال زنان در حال کاهش است که این کمتر مربوط به تربیت فرزند و بیشتر مربوط به بازار کار ضعیف برای همه زنان (چه مادران و غیر مادران) است.

### تحصیلات
زنان و دختران در کشورهای در حال توسعه دسترسی محدودی بر تحصیلات مقدماتی دارند که این به دلیل تبعیض شدید جنسیتی و سلسله مراتب اجتماعی در این کشورها است. تقریباً یک چهارم دختران در کشورهای در حال توسعه به مدرسه نمی‌روند. این موضوع مانع توانایی زنان در انتخاب آگاهانه و دستیابی به اهدافشان می‌شود. امکان تحصیل زنان منجر به کاهش فقر خانوارها می‌شود. داشتن تحصیلات عالی عامل مهمی در کاهش فقر زنان است. نرخ ترک تحصیل تعداد محدود دخترانی که وارد مدرسه می‌شوند بیشتر از پسران است که این به دلیل تجاوز و تعرض جنسی که می‌تواند به بارداری ناخواسته منجر شود و همچنین در اولویت قرار داشتن پسران در تحصیل است. مردان از تحصیلات بهره‌مند می‌شوند در حالی که به زنان مهارت‌های خانگی از جمله تمیز کردن، آشپزی و مراقبت از فرزندان را آموزش می‌دهند. ادعاهای زیادی مبنی بر سوءرفتارهای حرفه وجود دارد که معمولاً بر اساس استفاده جنسی از زنان برای نمره می‌باشد. به دلیل آزار و اذیت جنسی توسط دانشجویان و استادان، نابرابری زیادی در تحصیلات عالی زنان وجود دارد.

### خشونت جنسی
نوعی خشونت جنسی که در ایالات متحده آمریکا در حال افزایش است قاچاق انسان است. فقر می‌تواند منجر به قاچاق انسان شود به علت افزایش یافتن تعداد مردم در خیابان. زنان فقیر، خارجی، محروم از اجتماع و سایر مشکلات، در معرض جذب برای قاچاق انسان هستند. بسیاری از قوانین مندرج در رسالهٔ کلسی تومیل (Kelsey Tumiel's dissertation) اخیراً برای مبارزه با این پدیده وضع شده است، اما پیش‌بینی می‌شود قاچاق انسان از میزان قاچاق غیرقانونی مواد مخدر در آمریکا بیشتر شود. زنانی که قربانی این اعمال خشونت جنسی هستند، به دلیل سوءاستفاده از قدرت، جرائم سازمان یافته و قوانین ناکافی برای محافظت از آن‌ها، زندگی سختی برای فرار از این زندگی دارند. نویسنده، تام مای، در مقاله ای بیان می‌کند که با کاهش فقر ممکن است قاچاق انسان از خیابان کاهش یابد.

### سلامت
دسترسی زنان در فقر به خدمات مراقبت‌های بهداشتی و منابع کاهش پیدا کرده است. داشتن سلامتی از جمله بهداشت باروری، تغذیه کافی و داشتن سرپناه مناسب می‌تواند تفاوت زیادی در زندگی آن‌ها ایجاد کند. نابرابری جنسیتی در جامعه، زنان را در استفاده از خدمات مراقبتی بازمی‌دارد که باعث می‌شود زنان در معرض فقر سلامتی، تغذیه و بیماری‌های شدید قرار بگیرند. زنان در فقر نیز در معرض خشونت جنسی و ایدز/اچ‌آی‌وی هستند، زیرا آن‌ها توانایی کمی در دفاع از خود در برابر افراد با نفوذی که ممکن است از آنها استفاده جنسی کند، دارند. انتقال اچ‌آی‌وی خطرات اجتماعی برای زنان را افزایش می‌دهد. سایر مشکلات مثل سوءتغذیه می‌تواند منجر به تضعیف زنان شود و محیطی نا امن را به وجود بیاورد که رابطهٔ جنسی، زایمان و مراقبت از فرزندان برای زنان دشوار شود.زنانه شدن فقر تمامی ساختارها و سازه‌های اجتماعی را تهدید می‌کند.

### اعتباردهی خرد
اعتباردهی خرد می‌تواند یک سیاست برای کمک به زنان فقیر در کشورهای در حال توسعه باشد. اعتباردهی خرد ابزاری برای امیدبخشی به کاهش فقر است، زیرا زنان در کشورهای در حال توسعه به دلیل نداشتن بنیان مالی مستحکم، منابع و ارتباطات کمی برای بقا دارند.